# Le Tertre maudit
Le Tertre maudit est un recueil de nouvelles de fantasy et d'horreur signées Robert E. Howard. L'édition de ce volume, regroupant des textes déjà publiés en français et d'autres inédits est due à François Truchaud, également traducteur des nouvelles inédites. Ces nouvelles, publiées dans Weird Tales pour la plupart, sont des nouvelles originales n'appartenant à aucune des grandes sagas de Robert E. Howard. Il est notable de constater que cet ouvrage n'est pas l'adaptation/traduction d'un recueil anglais ou américain, mais un véritable travail d'édition français, puisant dans diverses sources originales.
On notera enfin que certaines nouvelles ont un style assez proche de ce qu'écrivait H. P. Lovecraft, également publié dans Weird Tales à cette époque. À tel point que la nouvelle Le Monolithe Noir a paru sous le titre La Pierre Noire dans une anthologie d'August Derleth consacrée à la mythologie créée par Lovecraft, dans une traduction antérieure.

## Éditions françaises
- Aux éditions NéO, en novembre 1985  (ISBN 2-7304-0347-7)
- Aux éditions Fleuve noir, en octobre 1991  (ISBN 2-265-04553-5)

Notez que ces deux éditions sont épuisées et que le recueil n'a pas été ré-édité depuis.

## Nouvelles
(Présentées dans l'ordre retenu par la publication française)
1. Lance et crocs (Spear and Fang - 1925)[1]
2. La malédiction de la mer (Sea Curse - 1928)[2]
3. Du fond des abîmes (Out of the Deep - 1967)[3]
4. ... en replis tortueux (The Dream Snake - 1928)[4]
5. Coup double (The Man on the Ground - 1933)[5]
6. Le cœur de Jim Garfield (Old Garfield's Heart - 1933)[6]
7. Pour l'amour de Barbara Allen (For the Love of Barbara Allen - 1966)[7]
8. Le Tertre Maudit (The Horror from the Mound - 1932)[8]
9. Le Monolithe Noir (The Black Stone - 1931)[9]
10. Une sonnerie de trompettes (A Thunder of Trumpets - 1938)[10]
11. Le Cavalier-Tonnerre (The Thunder-Rider - 1972)[11]
12. La Vallée Perdue (The Valley of the Lost - 1966)[12]